# Furlanské víno

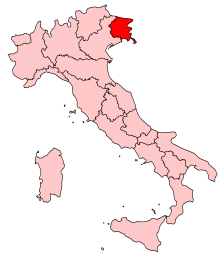
Furlansko na mapě Itálie

Furlanské víno (italsky Vino del Friuli, furlansky Vin dal Friul) je víno z italského kraje Furlansko. Specifickou chuť tohoto vína vytváří místní klima a poloha kraje, který leží pod Alpami a z jihu je omýván mořem. Víno se zde pěstuje přibližně 2 500 let a mnohé odrůdy révy pocházejí z této doby. V této oblasti se vytváří asi 2,5% veškerého vína vyrobeného v Itálii.
Mezi typické odrůdy této oblasti patří Cabernet Franc, Cabernet Sauvignon, Refosco, Merlot, Friulano, Rulandské bílé a Malvasia. 

## Dějiny místního vína
Ve 3. století př. n. l. Furlansko ovládli Římané a do kraje vyslali množství římských kolonistů, kteří zde založili různá města (mezi nejznámější patří Aquileia). Příchod římských kolonistů vedl k rychlému zániku keltské kultury a keltského jazyka na území kraje. Římané ve Furlansku vysadili mnoho vinic a víno se stalo typickým produktem kraje. Řecký spisovatel Herodianos ve 3. století píše o Frulánsku jako o kraji plném vinic a skladů kvalitního vína. Víno se vyváželo do všech končin Starověkého Říma. Nejslavnější starořímské víno z Frulánska bylo Pucinum, které bylo velmi proslulé. Víno Pucinum je předkem dnešního vína Refosco.
Ve středověku se do Frulánska dostali vinné odrůdy z Francie, Řecka a z Malé Asie.